# Гореницька сільська рада
| Гореницька сільська рада — колишній орган місцевого самоврядування у Києво-Святошинському районі Київської області з адміністративним центром у с. Гореничі. Водоймища на території, підпорядкованій даній раді: річка Ірпінь. Сільській раді були підпорядковані населені пункти: - с. Гореничі - с. Гнатівка - с. Лука - с. Стоянка |

## Склад ради
Рада складалася з 24 депутатів та голови.

### Керівний склад ради
| ПІБ                         | Основні відомості                                                                | Дата обрання | Дата звільнення |
| --------------------------- | -------------------------------------------------------------------------------- | ------------ | --------------- |
| Гуленко Андрій Анатолійович | Сільський голова, 1960 року народження, освіта, член громадянської партії «Пора» | 26.03.2006   | 31.10.2010      |
| Гуленко Андрій Анатолійович | Сільський голова, 1960 року народження, освіта вища, безпартійний                | 31.10.2010   | 14.03.2014      |

Примітка: таблиця складена за даними джерела

## Пам'ятки
В адміністративних межах Гореницької сільської ради розташований лісовий заказник місцевого значення «Гореницький».